# Шовхалов, Ибрагим Магомедович
Ибраги́м Магоме́дович Шовха́лов (род. 1 ноября 1968, Садовое, Чечено-Ингушская АССР) — советский и российский борец греко-римского стиля, 5-кратный чемпион России, чемпион СНГ, призёр чемпионатов Европы и мира, обладатель и призёр Кубков мира, 4-кратный победитель турнира Гран-при Иван Поддубный, Мастер спорта России международного класса, президент Федерации греко-римской борьбы Чеченской Республики.

## Биография
Начал заниматься греко-римской борьбой в родном селе под руководством Заслуженного тренера РСФСР Султана Мамедовича Мисербиева. Прадедом Мисирбиева был Садо — друг Льва Толстого. Дядя Султана Мисирбиева геройски прошёл всю Великую Отечественную войну.
До призыва в армию Ибрагим Шовхалов успел выполнить норматив кандидата в мастера спорта СССР. В армии сначала попал в Новочеркасск, а оттуда в Ростовскую спортивную роту. Ростовская школа греко-римской борьбы была одной из сильнейших в Советском Союзе. Её воспитанниками были такие известные борцы, как Гурген Шатворян, Владимир Сташкевич, Валентин Николаев, Николай Яковенко, Геннадий Ермилов, Борис Крамаренко, Вартерес Самургашев, Сергей Дюдяев, Сергей Буланов, Камал Мусаев.
Вскоре пришли первые успехи: в 1987 году, выступая за ростовский СКА, Шовхалов выиграл турнир имени Мамбетова в Алма-Ате и чемпионат Вооружённых Сил СССР среди молодежи.
Его начал тренировать заслуженный тренер СССР, мастер спорта международного класса, старший тренер Ростовской области Эдуард Алексеевич Коваленко. В 1989 году в Ульяновске Шовхалов стал чемпионом России. В том же году едва не стал бронзовым призёром чемпионата СССР, проиграв первому номеру сборной страны, неоднократному чемпиону Европы Анатолию Федоренко.
В 1990 году на чемпионате СССР проиграл чемпиону СССР, Европы и мира Гураму Гедехаури. Причём по ходу схватки Шовхалов выигрывал, но получил травму голеностопа и был немедленно госпитализирован. На следующий день, перебинтовав ногу, он снова вышел на ковёр, выиграл оставшиеся схватки, среди которых была и схватка с прошлогодним «обидчиком» Анатолием Федоренко, и стал бронзовым призёром страны.
В 1991 году в Запорожье состоялась Летняя Спартакиада народов СССР. В рамках Спартакиады прошёл чемпионат СССР. Шовхалов стал бронзовым призёром этих соревнований. В том же году выиграл все международные турниры, в которых участвовал: в Греции, Венгрии, Швеции, Спартакиаду Дружественных армий стран Варшавского Договора, чемпионат мира среди военнослужащих. В финале последнего со счетом 8:0 победил чемпиона Европы, трёхкратного чемпиона мира и чемпиона Олимпийских игр немца Майка Булльмана. Тогда же ему было присвоено звание мастера спорта СССР международного класса минуя звание мастера.
В декабре 1991 года на Кубке мира в Салониках завоевал две золотые медали: в командном и личном зачёте, в финале победив двукратного призёра Олимпийских игр Денниса Козловски из США.
В 1992 году стал сначала чемпионом СНГ, а затем призёром чемпионата Европы. Имел все шансы поехать на летнюю Олимпиаду 1992 года в Барселону, но тренерский штаб предпочёл отправить туда Сергея Демяшкевича, который стал там третьим.
С Демяшкевичем Шовхалов встретился в 1993 году в финале чемпионата Европы. В ходе схватки Демяшкевич вывихнул локоть. Вывих вправили и Демяшкевич продолжил схватку, убрав травмированную руку за спину. Шовхалов ни разу не попытался коснуться травмированной руки и счёт схватки остался без изменений. После схватки зрители стоя аплодировали Шовхалову, а Демяшкевич подошёл к Шовхалову со словами благодарности.
В финале чемпионата мира 1993 года уступил шведу Микаэлю Юнгбергу и стал серебряным призёром.
В полуфинале чемпионата мира 1994 года Шовхалов победил Анджея Вроньского. Но польская делегация подала протест, итог поединка пересмотрели и отдали победу поляку. Шовхалову пришлось бороться за бронзу. Расстроенный и уставший, он, тем не менее, выиграл одну схватку. Но сил на вторую схватку уже не осталось и он остался без медали.
В 1996 году Шовхалов выиграл чемпионат России не отдав соперникам ни одного бала. В финале он со счетом 6:0 победил Теймураза Эдишерашвили. Но на Олимпиаду 1996 года поехал именно Эдишерашвили, который, однако, остался там за чертой призёров.
В 1997 году принял участие в розыгрыше Гран-при Иван Поддубный в Перми. Шовхалов восстанавливался после травмы и должен был согнать излишек веса чтобы попасть в свою весовую категорию до 100 кг. Из-за опоздания самолёта ему не хватило времени на сгонку и он не был допущен к соревнованиям. Тогда он решил выступить в более тяжёлой категории до 130 кг. Вопреки всему, Шовхалов убедительно победил на этом турнире не отдав соперникам ни одного бала.
В 1997 году получил тяжёлую травму — разрыв задней поверхности мышцы бедра. Два года он восстанавливался после этой травмы. Однако в 1999 году, за 27 дней до начала чемпионата страны, он решил принять в нём участие. Его вес составлял к тому времени 116 кг, а он хотел выступить в категории до 97 кг. Тем не менее, в 1999 году Шовхалов стал чемпионом России.